# كفر أحمد شلبي
كفر أحمد شلبي إحدى قرى مركز قطور التابع لمحافظة الغربية بجمهورية مصر العربية. 

## التاريخ
أصل الكفر من توابع دماط ثم فصلت عنها في سنة 1256 هجري. ذكرت القرية باسم كفر أحمد جلبي في تعداد 1882 ضمن توابع مركز محلة منوف (طنطا الآن)، وظلت تذكر بهذا الاسم حتى تعداد 1927، عندما أصبحت تسمى باسمها الحالي. ضمت القرية إلى مركز قطور في 29 يوليو 1950.

## السكان
بلغ عدد سكان كفر أحمد شلبي 1062 نسمة حسب تقدير عام 2018.
| السنة  | 1882 | 1897 | 1907 | 1927 | 1947 | 1960 | 1976 | 1986 | 1996 | 2006 | 2018 |
| ------ | ---- | ---- | ---- | ---- | ---- | ---- | ---- | ---- | ---- | ---- | ---- |
| القرية | 92   | 189  | 252  | 314  | 317  | 510  | 616  | 672  | 815  | 962  | 1062 |